# Dẽ mỏ dài
Limnodromus scolopaceus là một loài chim trong họ Scolopacidae.